# Zeche Clarenberg
Die Zeche Clarenberg war eine Zeche in Hörde, die 1750 den Betrieb als Stollenzeche aufnahm. Das Mundloch befand sich an der Emscher 500 m westlich von Hörde, und der Stollen wurde 1500 Meter südwärts bis in die Gegend von Renninghausen vorangetrieben.
1831 wurde der seigere Schacht „Meyer“ niedergebracht, 1837 zwei Dampfmaschinen für Förderung und Wasserhaltung installiert. 1840 betrug die Jahresförderung ca. 8.000 Tonnen. 1845 war das erfolgreichste Jahr der Zeche, sie beschäftigte damals 144 Mitarbeiter und es wurden 13.000 Tonnen Kohle abgebaut.
Im Jahr 1859 wurde sie geschlossen: Der Hauptabnehmer der Kohle, das Hörder Hüttenwerk, hatte in Asseln die werkseigene Zeche Schleswig angelegt. Die Berechtsame am Grubenfeld fiel an die Zeche Vereinigte Bickefeld Tiefbau.
Namensgebend für das Bergwerk war das ehemalige Stift Kloster Clarenberg.